# فدراسیون بین‌المللی کاراته گوجوریو اوکیناوایی
فدراسیون بین‌المللی کاراته گوجوریو اوکیناوایی (به انگلیسی: International Okinawan Gōjū-ryū Karate-dō Federation) که آن را به اختصار IOGKF می‌نامند، یکی از سازمان‌های بین‌المللی هنر رزمی کاراته گوجوریو است. این سازمان را موریو هیگااونا در سال ۱۹۷۹ پایه‌گذاری کرد. او بنیان‌گذار و رئیس IOGKF است. IOGKF خود را مسئول گسترش کاراته گوجوریو اوکیناوایی (که بدست چوجون میاگی بنیان‌گذاری شده‌است) در جهان می‌داند. گفته شده که در سال ۲۰۰۳، این سازمان دارای بیش از ۵۰،۰۰۰ عضو در ۴۵ کشور جهان بوده‌است.
فدراسیون جهانی کاراته گوجوریو اوکیناوایی IOGKF به رهبری استاد بزرگ موریو هیگااونا و ریاست تتسوجی ناکامورا پس از بیش از نیم قرن فعالیت مؤثر در سرتاسر جهان برای نخستین بار نماینده خود را در ایران معرفی نمود؛ سنسی فرشاد زین ساز فندقی رئیس سنتروم بوبیشی هلند به عنوان تنها نمایندهٔ فدراسیون جهانی IOGKF معرفی [5] شده است.

## ساختار سازمان
ریاست افتخاری سازمان به آنیچی میاگی داده شده و ریاست سازمان را موریو هیگااونا برعهده دارد.
در جدول زیر نیز ساختار سازمان در جهان نشان داده شده‌است.
| مربی IOGKF      | موریو هیگااونا                                 | بین‌المللی                                               | Bandera de Naciones Unidas      |
| گرداننده اجرایی | Tetsuji Nakamura                               | بین‌المللی                                               | Bandera de Naciones Unidas      |
| مربی ملی        | FARSHAD ZINSAZ FANDOGHI / فرشاد زین ساز فندقی، | ایران بایگانی‌شده در ۱۶ دسامبر ۲۰۱۷ توسط Wayback Machine | Bandera de Naciones Unidas      |
| مربی ملی        | Tetsuji Nakamura                               | کانادا                                                  | Bandera de Naciones Unidas      |
| مربی ملی        | Peter Lembke                                   | آلمان                                                   | Bandera de Alemania             |
| مربی ملی        | Gustavo Tata                                   | آرژانتین                                                | Bandera de Argentina            |
| مربی ملی        | Sensei Joe Roses                               | استرالیا                                                | Bandera de Australia            |
| مربی ملی        | Raoul Vogel                                    | اتریش                                                   | Bandera de Austria              |
| مربی ملی        | Bobbie R.Smith                                 | برمودا                                                  | Bandera de Bermudas             |
| مربی ملی        | Rodrigo Sepúlveda Tolhuysen                    | شیلی                                                    | Bandera de Chile                |
| مربی ملی        | Lam King Fung                                  | چین                                                     | Bandera de China                |
| مربی ملی        | Roberto Zapata L.                              | کلمبیا                                                  | Bandera de Colombia             |
| مربی ملی        | Jhon Lambert †                                 | اسکاتلند                                                | Bandera de Escocia              |
| مربی ملی        | Sensei Luis Nunes                              | اسپانیا                                                 | Bandera de España               |
| مربی ملی        | Bernard Cousin                                 | فرانسه                                                  | Bandera de Francia              |
| مربی ملی        | Pervez B.Mistry                                | هند                                                     | Bandera de India                |
| مربی ملی        | Grétar Örn Halldórsson                         | ایسلند                                                  | Bandera de Islandia             |
| مربی ملی        | Eugen Tatuava                                  | جزایر کوک                                               |                                 |
| مربی ملی        | Leon Pantanowitz                               | اسراییل                                                 | Bandera de Israel               |
| مربی ملی        | Paolo Taigô Spongia                            | ایتالیا                                                 | Bandera de Italia               |
| مربی ملی        | موریو هیگااونا                                 | ژاپن                                                    | Bandera de Japón                |
| مربی ملی        | Ch'ng Chin Leon (Michael)                      | مالزی                                                   | Bandera de Malasia              |
| مربی ملی        | Leo Lipinski                                   | مکزیک                                                   | Bandera de México               |
| مربی ملی        | Carl van der Merwe                             | نامیبیا                                                 | Bandera de Namibia              |
| مربی ملی        | Dennis May                                     | نیوزلند                                                 | Bandera de Nueva Zelanda        |
| مربی ملی        | Harry de Spa                                   | هلند                                                    | Bandera de los Países Bajos     |
| مربی ملی        | Victor de la Rosa                              | پرو                                                     | Bandera de Perú                 |
| مربی ملی        | George Monteiro                                | پرتقال                                                  | Bandera de Portugal             |
| مربی ملی        | Ricarte Rivera                                 | پورتوریکو                                               | Bandera de Puerto Rico          |
| مربی ملی        | George Andrews                                 | انگلستان                                                |                                 |
| مربی ملی        | Ernie Molyneux                                 | انگلستان                                                |                                 |
| مربی ملی        | Pedro Generoso Montero                         | جمهوری دومینیکن                                         | Bandera de República Dominicana |
| مربی ملی        | Bakkies Laubscher                              | آفریقای جنوبی                                           | Bandera de Sudáfrica            |
| مربی ملی        | Björn Jonzon                                   | سوئد                                                    | Bandera de Suecia               |
| مربی ملی        | Shunji Sudo                                    | ونزوئلا                                                 | Bandera de Venezuela            |